# Elsa Respighi
Elsa Respighi (Roma, 24 de març de 1894 - Ib. 17 de març de 1996) fou una mezzosoprano, compositora i pianista italiana. Autora d'obres vocals, instrumentals i fins i tot òperes, la seva dedicació més reconeguda ha estat la promoció i difusió de la carrera professional del seu marit, Ottorino Respighi.

## Biografia[1]
Elsa Olivieri-Sangiacomo va demostrar des de ben petita aptituds per a la música, per la qual cosa el seu pare va portar-la a classes de piano. El 1907, als 13 anys, ingressa a l'Istituto Nazionale di Musica, lloc on el seu director Pietro Mascagni va dir: "Aquesta noia farà parlar". L'any següent guanya una plaça al Conservatori de Santa Cecília a Roma, i un impressionat Giovanni Sgambati es va oferir a donar-li classe gratuïtament durant dos anys. Poc abans de fer un concert per a l'ambaixada russa, va acusar una neuritis a l'avantbraç, malaltia que va influir molt en el seu futur com a pianista professional. No obstant això, comença a estudiar composició amb el seu futur marit Ottorino Respighi. Ell, convençut del seu talent, envia tres obres seves amb texts en castellà a la reconeguda Casa Ricordi, que van ser publicades. Mentrestant, també comença a treballar de pianista acompanyant de les classes de cant del professor Beniamino Gigli, al mateix conservatori romà. Després és assignada com acompanyant del gran baríton Toto Cotogni.
De forma inesperada, el mestre Respighi li demanà matrimoni. Elsa, conscient que això li podria comportar deixar enrere les seves ambicions musicals, va acceptar i es casaren al gener de 1919. En canvi, després del matrimoni va reprendre els estudis de cant. Tots dos prepararen un repertori que va des del Cinquecento italià fins a les cançons populars, passant per la lírica composta per Ottorino. Van realitzar una sèrie de concerts i gires per Itàlia i l'estranger, obtenint un gran èxit i admiració del públic degut al seu gran talent musical. En deu anys (1921 - 1931), ells dos acompanyats amb el violinista Mario Corti fan més de tres-cents concerts en moltes ciutats (Roma, Praga, Viena, Brno i inclús pels EUA). També va col·laborar en produccions teatrals com La Fiamma o Campana sommersa, treballant amb grans directors d'escena com Adolphe Appia, Max Reinhardt o Margherita Wallmann.
Després de la mort del seu marit el 1936, Elsa Respighi s'encarrega de difondre la labor del seu marit arreu del món. Va escriure llibres de la seva vida i obra, va realitzar diverses conferències, i va treballar de directora d'escena de les òperes d'Ottorino. Per altra banda, va fundar el 1969 el Fondo Respighi a Venècia, amb l'objectiu de promoure l'educació musical a Itàlia.
El 1979, any del centenari del naixement d'Ottorino Respighi, Elsa es va encarregar de l'organització de la celebració d'aquesta efemèride. Això va suposar un augment de l'interès per obres oblidades tant del seu espòs com d'ella mateixa, cosa que va fer que s'estrenaren per fi algunes obres compostes per Elsa, principalment vocals.
La personalitat artística i multifacètica de Sangiacomo es completa amb aspectes tan diversos com la gran capacitat de descoberta i formació de nous talents: Ferruccio Tagliavini, Antonietta Stella, Uto Ughi i altres músics.
Respighi, igual que sa mare, va tindre una vida prou longeva; mor el 1996, poc abans d'acomplir els 102 anys. Va oferir tot un segle de talent, treball i passió per la música.

## Obres

### Obres musicals
A banda de la interpretació lírica, Sangiacomo va escriure obres per a solistes, cor i orquestra, així com tres òperes. Gran part de la seva obra es va compondre després de la mort del seu marit: inclús es va encarregar de completar Lucrezia, la seva última obra. Amb l'òpera Alcesti, va guanyar el Concorso Nazionale el 1942 i com a premi, una representació al Teatro dell' Opera de Roma.
El seu catàleg de composicions, recopilades pel musicòleg Potito Pedarra, inclou més de 40 composicions. Les més reconegudes són:

#### Òperes
- Fior di neve (fiaba musicale, Verdini), 1918
- Il dono di Alcesti (llibret de C. Guastalla), 1941
- Samurai (llibret de C. Guastalla), 1945

#### Altres obres vocals
- 3 Canzoni spagnole, per a soprano i orquestra, 1917
- # La muerte del Cazador
- # Momento
- # Duérmete mi alma
- 4 liriche dai Rubaiyat (O. Khayam), veu i piano 1918–9
- # Ogni giorno, voi dite
- # Una sol cosa e certa
- # V'era una porta
- # Vieni, riempi il bicchier
- Il pianto della Madonna (Jacopone da Todi), per a soprano, tenor, cor i orquestra, 1939
- 3 Canti corali (Angelo Poliziano), per a cor, 1939
- Je n'ai rien, veu i piano
- Berceuse bretonne, veu i piano
- La Mamma Povera, veu i piano
- Cantare Campagnolo, veu i piano

#### Obres instrumentals
- Serenata di maschere, poema simfònic, 1918
- Suite di danze, per orquestra, 1919–20
- Intermezzo romantico, viola, flauta, arpa i orquestra, 1942
- Preghiera di Santa Caterina, per a orquestra de cambra, 1943–8
- Due canzoni italiane, per guitarra sola, 1948

### Obres literàries[1]
Històricament la vessant artística més reconeguda de Sangiacomo ha sigut la literària, relativa a la figura d'Ottorino Respighi. Va heretar del seu pare Arturo Olivieri Sangiacomo una gran passió per la literatura (ell era també escriptor). El 1954 publica la primera biografia del seu espòs Ottorino Respighi: Dati biografici ordinati, editada per Ricordi a Milà. També el 1976 es llança Cinquant'anni di vita nella musica (1905-1955), que és alhora una nova biografia de la seva parella i la història de cinquanta anys d'interpretació musical. A més, va col·laborar amb el musicòleg Leonardo Bagaglia en la redacció del volum Il teatro di Respighi, opere, balli e balletti (Roma, Trevi, 1978).
Però, Elsa Respighi no només es va dedicar a l'activitat musical, sinó que també es va introduir en el món de la novel·la. El 1954 publicà la novel·la Venti Lettere a Mary Webs, creant un personatge femení molt controvertit a la literatura italiana del Novecento. El 1976 publicà també el llibre de contes Vita con gli uomini (La Girandola).

## Una personalitat cultural
Tots els aspectes esmentats anteriorment demostren que Elsa Olivieri Sangiacomo era una personalitat molt rica cultural i artísticament. El musicòleg Leonardo Bagaglia, amb el que va treballar en la redacció del llibre Il teatro de Respighi, la definia com una "gran lectora", amant tant de lectures "de color rosa" com de la "gran literatura anglesa", la qual cosa li semblava prou simptomàtica. També apunta que ella llegia des dels clàssics del segle xviii fins a autors moderns com George Bernard Shaw. Quant al tipus de llibre, tampoc feia distincions: la seva passió era la poesia de Giusseppe Gioacchino Belli, i assolia una "elevada profunditat espiritual" amb textos religiosos: cartes de Santa Caterina, confessions de Sant Agustí, evangelis, etc. Bagaglia indica també els seus coneixements lingüistics: va aprendre francès, anglès i va estudiar rus, tot acompanyat de la llengua castellana que va aprendre de sa mare.

## Concorso Internazionale Elsa Respighi[1]
A l'octubre de 2015 es va celebrar al Palazzo Verità-Poeta de Verona el I Concurs Internacional Elsa Respighi de música de cambra. Sota la direcció artística d'Annunziata Lia Lantieri, es presentaren duos de veu i piano formats per músics menors de 38 anys. Al concurs es demanava la interpretació d'un repertori dels segles xix i xx en llengua italiana. Les guanyadores d'aquesta primera edició van ser el duo català Gomà-Brull.
Un dels objectius del concurs és promoure la música italiana d'aquest període, així com potenciar la recerca musicològica entorn de l'artista. A banda del concurs, es va celebrar una convenció sobre la figura de Olivieri Sangiacomo, amb la participació de reconeguts musicòlegs i experts sobre la relació entre poesia i música. També, a més dels premis en metàl·lic aquest concurs va oferir beques per a l'estudi d'alguns participants.